# Озерський район (Калінінградська область)
Озерський район (рос. Озёрский район) — адміністративна одиниця Калінінградської області Російської Федерації. З точки зору адміністративно-територіального устрою — адміністративний район, з точки зору муніципального устрою — міський округ.
Адміністративний центр — місто Озерськ (до 1938 р. Даркемен, у 1938—1946 р.р. — Анґерапп).

## Адміністративний поділ
До складу району входять одне міське та 3 сільських поселення:
1. Озерське міське поселення
2. Гавриловське сільське поселення
3. Красноярське сільське поселення
4. Новостроєвське сільське поселення